# Simulări de război
Simulări de război (titlu original: WarGames) este un film SF  tehno-thriller american din 1983 regizat de John Badham. Rolurile principale au fost interpretate de actorii Matthew Broderick, Dabney Coleman, John Wood și Ally Sheedy. Scenariul este scris de Lawrence Lasker și Walter F. Parkes.
Filmul a avut premiera la Festivalul de Film de la Cannes din 1983 și a fost lansat de MGM/UA Entertainment la 3 iunie 1983. A fost un succes critic și comercial pe scară largă, încasând 125 de milioane de dolari americani la nivel mondial, la un buget de 12 milioane de dolari. La cea de-a 56-a ediție a Premiilor Oscar, filmul a fost nominalizat la trei premii Oscar, inclusiv pentru cel mai bun scenariu original. De asemenea, a câștigat un premiu BAFTA pentru cel mai bun sunet.

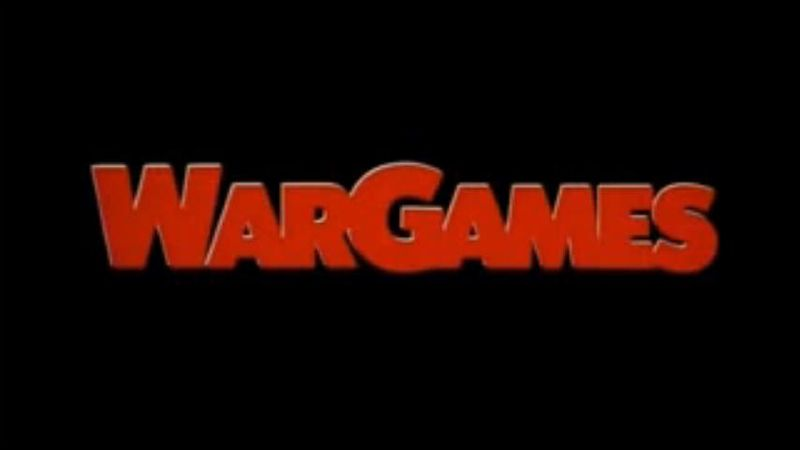

WarGames este creditat cu popularizarea conceptelor de hacking computerizat, tehnologia informației și securitatea cibernetică în societatea americană mai largă. A dat naștere mai multor jocuri video, un film sequel în 2008 și o serie interactivă din 2018.

## Prezentare
Broderick îl portretizează pe David Lightman, un tânăr hacker care accesează fără să vrea un supercomputer militar al Statelor Unite, programat să simuleze, să prezică și să execute război nuclear împotriva Uniunii Sovietice, declanșând o alarmă falsă care amenință să declanșeze al treilea război mondial.

## Distribuție
- Matthew Broderick – David Lightman
- Dabney Coleman – Dr. John McKittrick
- John Wood – Stephen Falken / WOPR (voce)
- Ally Sheedy – Jennifer Mack
- Barry Corbin – Gen. Jack Beringer
- Juanin Clay – Patricia Healy
- Dennis Lipscomb – Lyle Watson
- Kent Williams – Arthur Cabot
- Joe Dorsey – Col. Joe Conley
- Michael Ensign – Beringer's Aide
- William Bogert – Mr. Lightman, David's father
- Susan Davis – Mrs. Lightman, David's mother
- Irving Metzman – Paul Richter
- John Spencer – Cpt. Jerry Lawson
- Michael Madsen – Lt. Steve Phelps
- Alan Blumenfeld – Mr. Liggett
- James Tolkan – Mr. Wigan
- Drew Snyder – Ayers
- Maury Chaykin – Jim Sting
- Eddie Deezen – Malvin
- Jason Bernard – Cpt. Newton
- Jesse D. Goins – Sgt. Lennon
- Stephen Lee – Sgt. Schneider
- Art LaFleur – NORAD Guard
- William H. Macy –  NORAD Officer (nemenționat)